# Brad Armstrong (catch)
Pour les articles homonymes, voir Armstrong et James.
Robert Bradley James (né le 15 juin 1961 à Marietta, Géorgie - mort le 1er novembre 2012 à Kennesaw, Géorgie) est un catcheur américain. Il est principalement connu pour son travail à la World Championship Wrestling. Il est le fils de Bob Armstrong et le frère de Road Dogg, de l'arbitre Scott Armstrong et de Steve Armstrong (en).

## Carrière de catcheur (1980-2000)

### Débuts
Il adopte le nom de ring de Brad Armstrong dès ses débuts à la Georgia Championship Wrestling (un des territoires de la National Wrestling Alliance (NWA)) et fait régulièrement équipe avec son père Bob. Cependant, il remporte son premier en Alabama à la Southeastern Championship Wrestling où il devient champion des États-Unis poids-lourds junior de la National Wrestling Alliance (NWA) le 22 janvier 1981. Avec son père, ils remportent le championnat national par équipe de la NWA le 26 novembre 1981 au cours d'un tournoi où ils ont vaincu Mr. Fuji et Mr. Saito. Ils perdent ce titre le 22 janvier 1982 face à The Masked Superstar et The Super Destroyer (en). Le 27 juin, il remporte pour la troisième fois le championnat des États-Unis poids-lourds junior de la NWA et rend son titre en août  car il souhaite lutter dans la catégorie des poids-lourds.